# حديقة الإيسيسكو (الدار البيضاء)
حديقة المنظمة الإسلامية للتربية والعلوم والثقافة أي حديقة الإيسيسكو بالاختصار، وسابقا: حديقة مردوخ (بالفرنسية: Parc Murdoch) هي حديقة موجودة في مدينة الدار البيضاء المغربية منذ بداية القرن العشرين. الحديقة تقع قرب حي الأحباس وعمارة الحرية.

## تاريخ
حديقة مردوخ أنشئت عام 1907، وسميت باسم تاجر بريطاني مُرْضاك (Murdoch).
فتمثلت الحديقة عنصرا في أول تخطيط مدني فرنسي للمدني لامتداد منطقة الدار البيضاء الحضرية وتنميتها. نظم تصاميم الحديقة المهندس ألبيغ تاغديف.
بعد سنوات طويلة من الرفاهية والازدهار، تدهورت أحوال الحديقة وعلقت في العطب. صار ملاذا للمجرمين والمتشردين وهذه الحالة واصلت حتى 2006، عندما حظيت بإعادة تنظيم وأعيدت تسميتها تكريما إلى المنظمة الإسلامية للتربية والعلوم والثقافة، فصار اسمها حديقة المنظمة الإسلامية للتربية والعلوم والثقافة أي حديقة الإيسيسكو.

## اليوم
اليوم، الحديقة هي مقام يتردد عليه السياح على قدم المساواة مع السكان المحليين. وهكتاراتها الخضراء وأركانها المريحة وتجهيزاتها للألعاب والرياضة كلها تجعل من الحديقة مكانا للاسترخاء والترفيه.في هذه الحديقة، الأطفال والشباب بركبون سكوتر الركل ويتزلجون بالعجلات ويلعبون كرة القدم. وفي أركان الحديقة الأشد خضرة، هناك صفوف النخل يسكن فيها الباراكيت.
استخدم هذه الحديقة كثيرا المخرج المغربي الشهيرنبيل عيوش
لتصوير عدة المشاهد في فيلمه كل ما تريده لولا (فيلم).